# Marc Houalla
Marc Houalla, né le 10 février 1961 à Rueil-Malmaison (Seine-et-Oise), est un fonctionnaire français.
Directeur de l'École nationale de l'aviation civile puis directeur de l'Aéroport de Paris-Orly, il dirige l'Aéroport de Paris-Charles-de-Gaulle depuis 2018.

## Biographie

### Famille et formation
Marc Émile Fouad Houalla est né le 10 février 1961 à Rueil-Malmaison.
Il est diplômé de l'École nationale de l'aviation civile (ENAC), promotion IENAC L82, et titulaire en 1990 d'un Maîtrise en administration des affaires (MBA) de École des hautes études commerciales de Paris (HEC).

### Carrière professionnelle
Marc Houalla commence sa carrière en 1985 comme ingénieur au département de l'aviation civile du Canada.  En 1987, il devient chef de projet au service technique de la navigation aérienne à Paris, puis chef des services techniques et financiers du service d'exploitation de la formation aéronautique à Paris et Muret, en 1992. Durant la même période, il est également professeur de contrôle de gestion à ESCP Europe et HEC Paris. 
En 1996, il rejoint la société Sofreavia (renommée depuis EgisAvia) en tant que consultant économique et financier. Deux ans plus tard, il revient à la Direction générale de l'Aviation civile (DGAC) comme directeur des opérations à Toulouse. 
De 2003 à 2006, il est directeur de l'Aéroport Marseille-Provence. En 2006, il est nommé directeur du Service d'exploitation de la formation aéronautique (SEFA) avant d'être nommé directeur de l'École nationale de l'aviation civile,,. De novembre 2017 à février 2018, il est directeur de l'Aéroport de Paris-Orlyet président d'honneur de l'association des diplômés de l'École nationale de l'aviation civile (ENAC Alumni). En février 2018, il est nommé directeur général adjoint de Groupe ADP et directeur de l'Aéroport de Paris-Charles-de-Gaulle,.

## Distinctions
Le 20 septembre 1991, Marc Houalla est nommé ingénieur de l'aviation civile de 2e classe puis le 5 janvier 2000, ingénieur de l'aviation civile de 1re classe, 1er échelon et le 1er mai 2002, il est promu ingénieur en chef des Ponts et Chaussées ; le 1er juillet 2011, il est nommé au grade d'ingénieur général des ponts, des eaux et des forêts de classe normale.
Le 14 novembre 2012, Marc Émile Fouad Houalla est nommé chevalier de l'ordre national du Mérite au titre de « directeur de l'École nationale de l'aviation civile et du service d'exploitation de la formation aéronautique ; 30 ans de services ».